# Haiti – wyspa przeklęta
Haiti – wyspa przeklęta – amerykańsko-francuski dramat z 1967 na podstawie powieści Grahama Greene’a Komedianci.

## Główne role
- Richard Burton - Brown
- Elizabeth Taylor - Martha Pineda
- Alec Guinness - Major H. O. Jones
- Peter Ustinov - Ambasador Manuel Pineda
- Paul Ford - Smith
- Lillian Gish - Pani Smith
- Georg Stanford Brown - Henri Philipot
- Roscoe Lee Browne - Petit Pierre
- Gloria Foster - Pani Philipot
- James Earl Jones - Dr Magiot
- Zakes Mokae - Michel
- Douta Seck - Joseph
- Raymond St. Jacques - Kapitan Concasseur
- Cicely Tyson - Marie Therese

## Fabuła
Haiti, lata 60. Czasy dyktatury Duvaliera i jego tajnej policji Tonton Macoute. Bohaterem jest Brown - cyniczny właściciel hotelu, który zauważa napływ barbarzyństwa na wyspie. Ma masę różnych problemów: przyjaźń z przywódcą buntowników, politycznie podejrzani goście, romans z żoną brytyjskiego ambasadora i brytyjski przemytnik broni.

## Nagrody i nominacje
Złote Globy 1967
- Najlepsza aktorka drugoplanowa - Lillian Gish (nominacja)